# X-Men: Wolverine’s Rage
X-Men: Wolverine's Rage ist ein Action-Videospiel, das auf dem gleichnamigen Antihelden aus den Marvel Comics basiert.

## Inhalt
Lady Deathstrike entdeckt Baupläne, die es ihr ermöglichen, eine Waffe zu bauen. Durch die Waffe kann Wolverines Adamantium-Skelett schmelzen. Lady Deathstrike beschließt, mit der Maschine fortzufahren, und Wolverine muss alles tun, um sie aufzuspüren und aufzuhalten.

## Spielprinzip
Man steuert im Spiel Wolverine und umfasst zwanzig Levels. Die Level wurden in fünf Kapitel aufgeteilt. In jedem der letzten Kapitel gibt es einen Bosskampf. Wenn Wolverine verletzt ist, kann er seine Gesundheit regenerieren. Das Ziel in den meisten Leveln ist es, sie zu durchqueren, bevor die Zeit abläuft, und unterwegs gegen Feinde zu kämpfen.  Das Spiel verwendet ein Passwortsystem, um sein Fortschritt zu speichern.

## Rezeption
X-Men: Wolverine's Rage erhielt überwiegend durchschnittliche Kritiken. Das Spiel bekam bei GameRankings 56 %.